# ファフロツキーズ

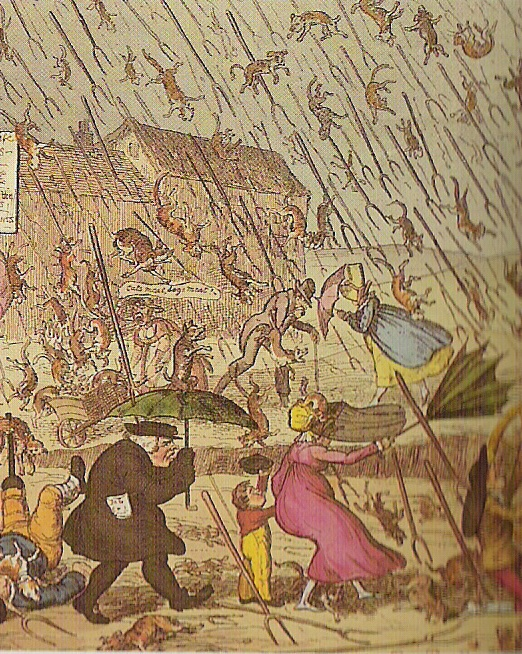
古来、動物や魚が空から降る現象は世界各地で起こっている。

ファフロツキーズ（英語: fafrotskies）もしくは怪雨（かいう）は、一定範囲に多数の物体が落下する現象のうち、雨・雪・黄砂・隕石のようなよく知られた原因によるものを除く「その場にあるはずのないもの」が空から降ってくる現象を指す。「ファフロツキーズ現象」、「ファフロッキー現象」とも言われる。
「fafrotskies」という言葉は、オーパーツ（OOPARTS）の命名者である超常現象研究家アイヴァン・サンダーソンが「falls from the skies」（空からの落下物）を略して造語した。
現象としては日本でも古くから知られ、江戸時代の百科事典『和漢三才図会』には「怪雨（あやしのあめ）」として記述されている。

## 概要
その場にあるはずのないものが無数に降り注ぐ現象を指す用語である。飛行機からの散布や竜巻による飛来など原因が判明しているものを除き、「なぜ降ってきたのか分からない」ものを指す。語義からすれば単体でもファフロツキーズと呼べるはずだが、通常「多数が落下してくる」現象として認識されている。落下物に明確な共通性はなく、様々な事例が記録されているが、どういうわけか水棲生物の落下事例が目立ち、また混在ではなく単一種のみであることが多い。このような現象は古来世界各地で確認されている。
英語圏ではFafrotskiesを、一般的にはRaining animals、Creature falls 、またはRain of fishのように呼ぶ。

## 主要な仮説

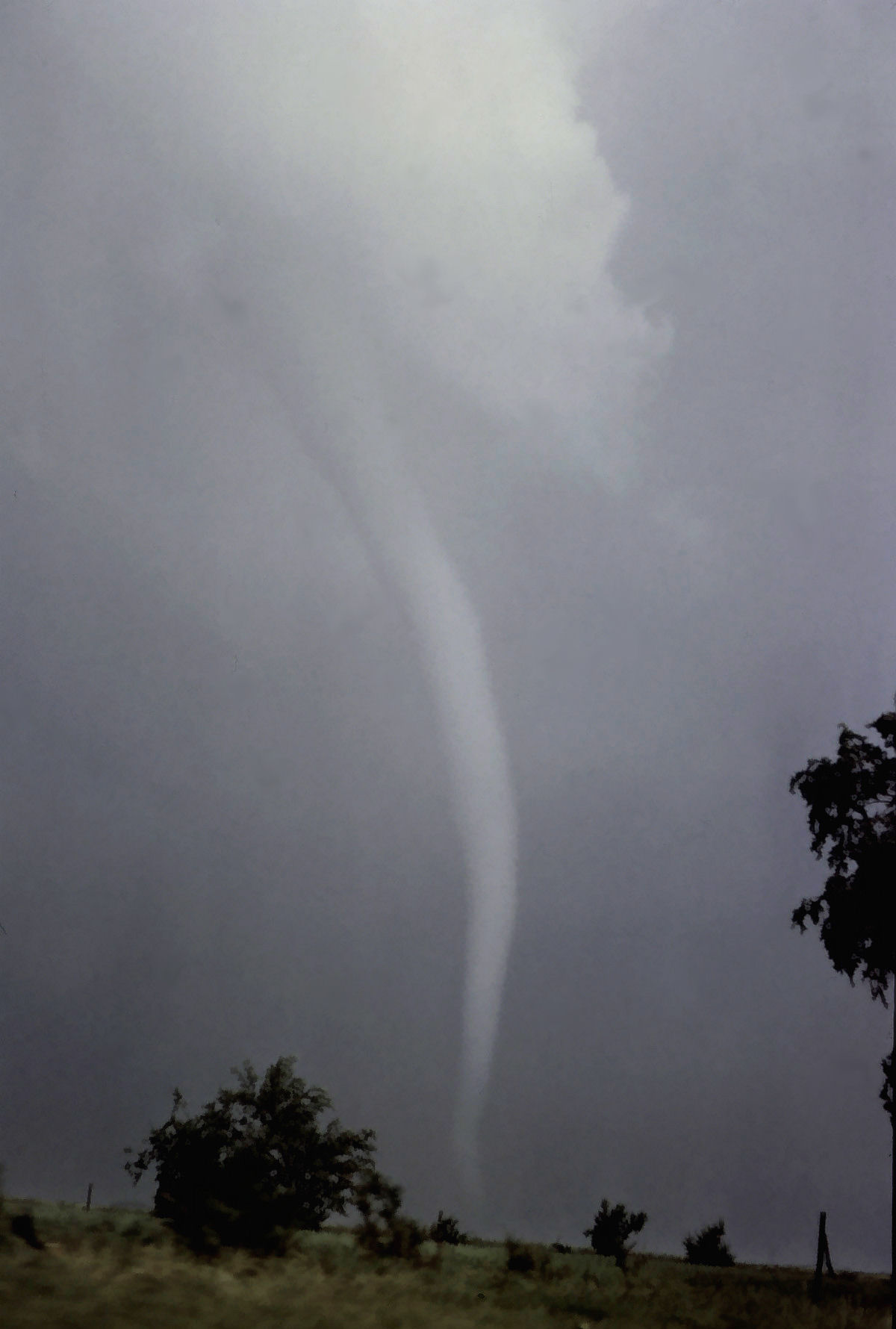
竜巻は牛のような大型の生き物でも吸い上げ数マイル先まで運ぶ力がある。

### 竜巻原因説
竜巻の中心は極めて強い上昇気流である。強い力で周辺の物体を持ち上げ、巻き込んで上空へ放り出す。
竜巻に巻き上げられた物体は時にかなり遠くまで運ばれることがある。実際、海上で発生した竜巻により魚が海水と共に巻き上げられて遠く離れた内陸部へ落下した事例が複数存在する。嵐とともに魚や蛙が降ってきたという証言も複数存在する。
竜巻では重量の軽いものを中心に無差別に巻き込むので、降る時も様々なものが混在すると考えられてしまうが、重量や形態によって気流の影響度合いが異なり落下地点に差が生じる。
一般的に重い又は風を孕みにくい形の物から順に短時間で近くに落ち、それらは特別に記録されない事によって、最初から単一物しか降っていない様に見えてしまい、竜巻だけでは説明し切れないとされる。
魚の群れや同じ種類の物体だけが狭い範囲に多く集まっている例は、場所によっては巻き上げられる物体が限られるため、吸い上げ場所の限定性、形状の空力的な条件を満たしているなど矛盾せず、最も有力な説のうちの一つとなっている。

### 鳥原因説
水棲生物の落下例が多いことから、鳥が咥えた獲物を上空で取り零しているのではないかという説。ただ狭い地点に多数落下するためには、（全数を落下させるとは考えられないことから）大規模な群れでなければならず、それならば落下時に無数の鳥が上空を飛ぶのが目撃され、原因と認識されたであろう。そのような記録もないことから鳥原因の可能性は高くないと考えられる。

### 飛行機原因説
これは現象の全てのケースを普遍的に説明する仮説というより、一部の実例についての可能性を示唆するものである。飛行機はしばしば飛行中に水蒸気の凝固による氷が表面に生じ、これらが塊に成長し剥がれて落下してくるという事例は確認されている。また空輸中に貨物室が開くなどして積荷を撒いてしまう可能性も否定はできない。

### 悪戯説

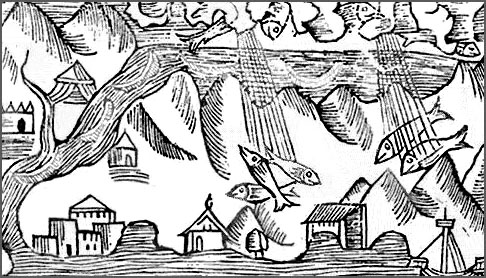
1555年フランスで描かれた魚が空から降る光景のエッチング。

何者かが人為的に落下物を散布しているという説。ほぼあらゆる事例と矛盾しないが、散布の瞬間を目撃された事例もなく、また最古の事例では1000年以上も遡るなど古くから少なからぬ記録があることから、数例についてそのような行為があった可能性は否定しないものの全体を普遍的に説明する説としてはいささか弱い。

### 錯覚説
主に、事例の多い蛙落下現象を説明する仮説。
蛙が集団発生し群ごと町を横断した場合、「突如として現れた無数の蛙」はまるで空から降って湧いたように思われるのではないか、というもの。実際、蛙が多数落下してきた瞬間をはっきり目撃した証言はないようで、上空から降ったなら必ず発生するであろう多数の潰死体も記録にない。すべての事例に当て嵌るものではないが、少なくとも蛙の例では大半が錯覚ではないかと考えられる。

## 過去の事例
- 884年（元慶8年）、出羽国 - 『三代実録』の記録として、秋田城に雷雨があり、石鏃23枚が降ってきたと記述されている。古代の人々には人工物という認識はなく、天空の神々が使用し、雷雨の時に天から落下した天工物と考えられていたが、江戸時代になり、新井白石によって初めて人工物であると発表され、木内石亭によって定説化した[3]。
- 1793年（寛政5年）8月、江戸市中に小雨に混じって大量の獣毛が降った。色は白ないしは赤、長さは15～40cm、太さは馬の尾の毛ほどだった。
- 1861年2月、シンガポール - 市内各地で魚の雨が降った。
- 1876年3月、アメリカ合衆国ケンタッキー州バス郡 - 100×50ヤード四方の範囲に赤身肉の断片が降り注いだ（ケンタッキー肉の雨事件）。アメリカハゲタカのような猛禽類が食べた肉を吐き出したものと推定されている。
- 1890年、イタリア王国カラブリア州メシナディ - 強風によって引き裂かれた鳥のものと見られる、真っ赤な血の雨が降った。ただし、裏づけとなるような強風や鳥の死骸はなかった。
- 1901年7月、アメリカ合衆国ミネソタ州ミネアポリス - 嵐が最もひどくなった時にカエルやヒキガエルが降った。町のおよそ4ブロックに渡ってカエルで埋め尽くされ、最大8cmの厚さまで積もった。
- 1956年、アメリカ合衆国アラバマ州チラチー - 晴天の中暗雲が現れ、ナマズ、バス、ブリームといった魚を降らせ、その後白い雲になった。
- 1981年5月、ギリシャナフリオン - 60〜80gのカエルが町に降った。北アフリカに生息する種であり、強風で運ばれたものと見られている。
- 1982年〜1986年、アメリカ合衆国コロラド州エヴァンス - トウモロコシの粒が数回にわたって降った。
- 1989年、オーストラリアクイーンズランド州イプスウィッチ - 小雨の中、サーディン約800匹が降り、民家の芝生が覆われた。
- 2001年7月、インドケーララ州 - 赤みがかかった雨が降った（ケーララの赤い雨）。詳しい調査によれば雨には菌類の胞子が含まれていたが、出所は不明だった。
- 2009年6月、日本石川県七尾市など - 多数のオタマジャクシが降った（オタマジャクシ騒動）。当時、周辺地域の大気は安定していて竜巻などによる原因とは考えにくく、不可解な現象だったことから全国的なニュースとなった。しかし後の見解により、鳥が吐き出したものと見られている[4]。
- 2018年6月、中国山東省青島市 - 強風を伴う雷雨とひょうの中、タコ・ヒトデ・アワビ・エビなどの魚介類が降った[5]。